# Gare de Hegyfalu
La gare de Hegyfalu (en hongrois : Hegyfalu vasútállomás) est une halte ferroviaire hongroise, située à Hegyfalu.